# Lee Jun-seok
Lee Jun-seok (koreanisch 이준석, geboren am 31. März 1985 in Seoul) ist ein südkoreanischer Politiker (Reformpartei).

## Leben
Lee Jun-seok wurde am 31. März 1985 in Seoul geboren. Er besuchte die Seoul Science High School (deutsch: „Wissenschaftliche Oberschule Seoul“). Er begann sein Studium am KAIST in Seoul, das er an der Harvard University in Cambridge, Massachusetts fortsetzte. Dort erlangte er einen Bachelorabschluss in Informatik und Wirtschaftswissenschaften.
Im Jahr 2011 gründete er ein gemeinwohlorientiertes Startup, das eine Software für personalisierte Nachhilfe anbot, und wurde dessen Geschäftsführer. Wegen seiner meinungsstarken Äußerungen in den sozialen Medien wurde die damalige südkoreanische Präsidentin Park Geun-hye auf ihn aufmerksam. Sie überzeugte ihn im Jahr 2011 davon, Mitglied der konservativen Jayu-hanguk-Partei zu werden und förderte ihn. Er kandidierte bei den Parlamentswahl in Südkorea 2016 im Wahlkreis Seoul-Sanggye-dong. Während des Amtsenthebungsverfahren gegen Park wandte er sich aber von ihr ab und trat anschließend aus der Jayu-hanguk-Partei aus.
Er schloss sich 2017 einer Abspaltung der konservativen Partei an, der Bareun-Partei, die sich im Jahr 2018 mit einer weiteren Partei zur Bareun-mirae-Partei zusammenschloss und schließlich im Jahr 2020 in der konservativen Gungminui-him aufging. Er reiste 2019 medienwirksam zu den Protesten in Hongkong. Er leitete die Social-Media-Kampagnen der Bürgermeisterkandidaten Oh Se-hoon (Seoul) und Park Heong-joon (Busan) im Jahr 2020, wobei er insbesondere auf die Zielgruppe junger Männer abzielte. Bei der Parlamentswahl in Südkorea 2020 trat er erneut in seinem Seouler Wahlkreis an, wieder ohne gewählt zu werden.
Seine neue Partei Gungminui-him („Macht der Staatsbürger“) wählte ihn im Alter von 36 Jahren 2021 zum Parteivorsitzenden und war damit der jüngste bis dahin Vorsitzende einer großen Partei Südkoreas. Er trug maßgeblich dazu bei, dass Yoon Suk-yeol die Präsidentschaftswahl in Südkorea 2022 gewann, wobei Lee insbesondere junge Männer ansprach. Seine politische Haltung wird als antifeministisch bewertet, unter anderem hatte er Frauen zwischen 20 und 30 Jahren eine „grundlose Opfermentalität“ unterstellt. Ihm wurde 2022 vorgeworfen, er habe sich mit sexuellen Dienstleistungen bestechen lassen. Seine Partei leitete gegen ihn als ihrem Vorsitzenden ein Verfahren vor der internen Ethikkommission ein, die ihn für sechs Monate von seinem Amt suspendierte. Weil er 2023 Präsident Yoon öffentlich kritisierte, wurde die Suspendierung um ein Jahr verlängert. Im November 2023 trat er schließlich aus der Gungminui-him aus.
Er gründete im Januar 2024 die Reformpartei und wurde deren erster Vorsitzender. Die Partei gilt als gemäßigt konservativ sowie zentristisch und Lee setzte sich zum Ziel eine Alternative zu den beiden dominanten Parteien Südkoreas zu bilden. Bei der Parlamentswahl in Südkorea 2024 wurde er in die Nationalversammlung gewählt, sein Wahlkreis liegt in Hwaseong („Hwaseong 2“).
Er kritisierte Präsident Yoon und die Gungminui-him für das Ausrufung des Kriegsrechts 2024. Bei der Präsidentschaftswahl in Südkorea 2025 trat er als Bewerber für die Reformpartei an. Er richtete sich erneut an junge Wähler und versuchte Studierende direkt anzusprechen. Auch in diesem Wahlkampf wurde er für seine ablehnenden Positionen gegenüber Frauen kritisiert.